# Tropiometra afra
Tropiometra afra is een haarster uit de familie Tropiometridae.
De wetenschappelijke naam van de soort werd in 1890 gepubliceerd door Clemens Hartlaub.